# Dirceu (futebolista)
Dirceu José Guimarães, mais conhecido como Dirceu (Curitiba, 15 de junho de 1952 — Rio de Janeiro, 15 de setembro de 1995), foi um futebolista brasileiro que atuava como ponta-esquerda e meia.
Dirceu foi um dos principais jogadores da Seleção Brasileira de Futebol na décadas de 1970 e 1980, com três Copas do Mundo e uma Olimpíada no currículo.
Na Copa de 1978 foi eleito o terceiro melhor jogador do mundo.
Com um preparo físico invejável, corria por todo o campo durante o jogo, fechando os espaços, perseguindo os adversários e colocando velocidade nas jogadas. Sua técnica e habilidade lhe renderam o apelido de "formiguinha".
Apesar de toda a garra e determinação, após 25 anos encerrou sua carreira sem receber nenhum cartão vermelho.

## Carreira
Nos anos 1960 inicia sua carreira no infantil do Coritiba. Em 13 de abril de 1970, lançado por Filpo Núñez, faz sua estréia nos profissionais num amistoso entre o Coritiba e o clube búlgaro do CSKA, em Curitiba. O primeiro gol, como profissional, foi num Atletiba, em 1972.
Após participar dos Jogos Olímpicos em Munique, em 1972 - foi um dos poucos jogadores a se salvar na decepcionante campanha da Seleção - transfere-se para o Botafogo. Apesar de não ter conquistado títulos no clube, destacou-se a ponto de garantir convocação para a Seleção Brasileira que disputou a Copa de 1974, na Alemanha Ocidental. Dirceu foi titular nos jogos contra Alemanha Oriental, Argentina, Holanda e Polônia.
Em 1975, o Fluminense forma seu time mais técnico em todos os tempos. Junto a craques como Rivelino, Carlos Alberto Torres, Paulo Cezar Caju, Edinho, Toninho, Rodrigues Neto, Gil, Doval e outros, fez parte da famosa "Máquina Tricolor", considerada imbatível à época, sagrando-se bicampeão estadual. No entanto, o time perdeu nas semifinais dos Campeonatos Brasileiros de 75 e 76 para Internacional e Corinthians, respectivamente.
Em 1977, o dirigente do Fluminense Francisco Horta inventa o "troca-troca" entre os clubes do Rio de Janeiro, por meio do qual Dirceu vai para o Vasco da Gama. Apesar de o Fluminense ter recebido dois jogadores, a troca se revelou muito mais positiva para o Vasco, já que Dirceu acertou o meio-campo do time - formado também por Zé Mário e Zanata - e contribuiu para uma brilhante conquista: o título de Campeão Estadual, com apenas uma derrota e nenhum gol sofrido no Segundo Turno.
Convocado por Cláudio Coutinho para a Copa da Argentina, começou na reserva de Rivelino mas entrou já durante a estreia, contra a Suécia, para não mais sair do time. Marcou três gols (contra Peru (2) e Itália) em sete jogos e foi o principal destaque do Brasil - terceiro colocado invicto - na competição. Após o Campeonato Brasileiro de 1978, em agosto, Dirceu recebe boa proposta financeira e se transfere para o México, onde atua pelo América do México.
O campeonato era fraco e sendo ele o principal jogador da Liga local, sofria com a marcação dura e até desleal dos oponentes. Sabe-se que os adversário usavam de todos os artifícios para abalá-lo: alfinetadas, cusparadas, puxões de cabelo, entre outras atitudes antidesportivas. No ano seguinte, cansado do futebol mexicano, Dirceu vai jogar no Atlético de Madrid, onde atua por três anos. Convocado por Telê Santana para a Copa de 1982, atua apenas no primeiro tempo da estreia contra a URSS.
Após o Mundial, Dirceu vai para Itália jogar no estreante Verona. O pequeno time vêneto foi a grande revelação do Campeonato Italiano - Calcio - em 1982-83, concluindo a temporada em quarto lugar e perdendo apenas na prorrogação a Final da Copa da Itália. Nos anos seguintes jogou por Napoli, Ascoli e Como.
Em 1986, o Como realiza a melhor temporada de sua história chegando na oitava colocação no Campeonato Italiano e na semifinal da Copa da Itália, quando foi desclassificado após um torcedor atingir o árbitro com um isqueiro. Com essa grande campanha do time lombardo, Dirceu foi eleito o melhor jogador do Campeonato Italiano de 1985-86, garantindo convocação para àquela que seria a sua quarta Copa do Mundo. Entretanto, uma lesão após choque com o goleiro Paulo Victor em treino a poucos dias do embarque para o México resultou em seu corte do grupo, tendo sido substituído pelo ponta Edivaldo, do Atlético Mineiro. Inconformado com o fato, Dirceu passaria os anos seguintes acusando Telê e o médico Neylor Lasmar de má vontade para com ele, ao passo que teria havido complacência nos casos de outros jogadores veteranos contundidos e/ou fora de forma, como Zico, Sócrates e Falcão.
De volta à Itália, onde se recuperava física e psicologicamente, aceitou boa proposta do presidente Paolo Graziani e foi jogar no Avellino. Rapidamente virou um ídolo da torcida por conta de seus passes, gols e empatia fora dos campos. O Avellino terminou o certame nacional no ponto mais alto de sua história: oitavo lugar, com 30 pontos.
Em 1988, Dirceu volta ao Brasil para jogar novamente pelo Vasco da Gama. Porém, desentende-se com o treinador Sebastião Lazaroni e desliga-se da equipe após sete jogos pelo Campeonato Carioca. Em seguida, aceita convite do agora técnico Carlos Alberto Torres para jogar nos Estados Unidos, mais precisamente no Miami Sharks.
Em 1990, já com 38 anos, Dirceu volta para a Itália para disputar a Série A do Calcio e também a liga nacional de futebol de salão pelo Harvey Bologna. À época, existia uma brecha na legislação local que permitia ao jogador participar de campeonatos de futebol e de futsal simultaneamente, conhecida como Nula Osta.
Todavia, foi em Eboli, cidade na província de Salerno, que Dirceu voltou a galgar notoriedade nos gramados. Após sua chegada, o Ebolitana, equipe modestíssima mas com uma calorosa e fanática torcida, passou a sonhar com a ascensão à Série C do Campeonato Italiano. Com o técnico Rubens Galaxe no comando, a equipe fez duas excelentes performances, o que, porém, não foi suficiente para garantir um título. Mesmo assim, a importância de Dirceu para a cidade pode ser medida pela homenagem feita a ele ao batizarem o novo estádio local, com capacidade para 15.000 espectadores, com o seu nome: "Stadio Dirceu José Guimarães".
Em 1992, Dirceu se transfere para o Benevento, onde joga por 4 meses. Com o fim da Nula Osta, ele opta por abandonar os gramados e se dedica somente ao Calcio A5 (futebol de salão), jogando na Giampaoli Ancona.
Em 94, disputa pelo Brasil o Mundial de Showbol em Pachuca, no México, vencendo a disputa de terceiro/quarto lugares contra a Argentina de Diego Armando Maradona. Ainda no México, aceita proposta do Yucatán, onde encerra sua carreira em junho de 1995. Frente a mais de 50.000 pessoas, sua despedida - com a participação de amigos como Zico e Roberto Dinamite - acontece em Guadalajara no Estádio Jalisco, onde o Brasil jogou quase todas as suas partidas na Copa do Mundo de 1970.
Ao longo da carreira, Dirceu ganhou notoriedade por ser um jogador incansável e aplicado taticamente. Segundo reportagem do Jornal do Brasil de 16 de setembro de 1995, queixava-se de jamais ter sido homenageado em sua cidade natal, Curitiba. Após 17 anos fora do Brasil, resolve voltar e se restabelecer definitivamente no país. Uma semana depois de sua chegada ao Rio, retornando de um futebol noturno com ex-jogadores na Barra da Tijuca, Dirceu e seu amigo italiano Pasquale Sazio teriam sido vítimas da irresponsabilidade de rapazes que faziam um "racha" e acertaram seu carro, um Puma. Ambos faleceram na hora, na madrugada de 15 de setembro de 1995. Dirceu José Guimarães tinha 43 anos de idade e deixou três filhos. Sua mulher estava grávida do quarto menino.

## Títulos
Coritiba
- Campeonato Paranaense: 1971 e 1972

Botafogo
- Torneio Independência do Brasil: 1974
- Taça Augusto Pereira da Mota: 1975

Fluminense
- Campeonato Carioca: 1976

Vasco da Gama
- Campeonato Carioca: 1977 e 1988
- Taça Guanabara: 1977
- Taça Manoel do Nascimento: 1977
- Torneio Imprensa de Santa Catarina: 1977
- Taça Rio: 1988
- Taça Jerônimo Bastos: 1988

Atlético de Madrid
- Copa Mohamed V: 1980
- Troféu Villa de Madrid: 1980

Seleção Brasileira
- Troféu Coroa do Príncipe: 1978

## Prêmios
- Artilheiro da Copa dos Campeões da Copa Brasil: 1978 (1 gol)
- Bola de Bronze Copa do Mundo FIFA: 1978
- Melhor Jogador do Campeonato Italiano: 1985-86
- 3º Maior Futebolista Sul-americano do ano: 1978
- Jogador do ano: Melhor jogador do Vasco nas temporadas 1977 e 1978.
- Time das Estrelas da Copa do Mundo: 1978